# Dustin Milligan

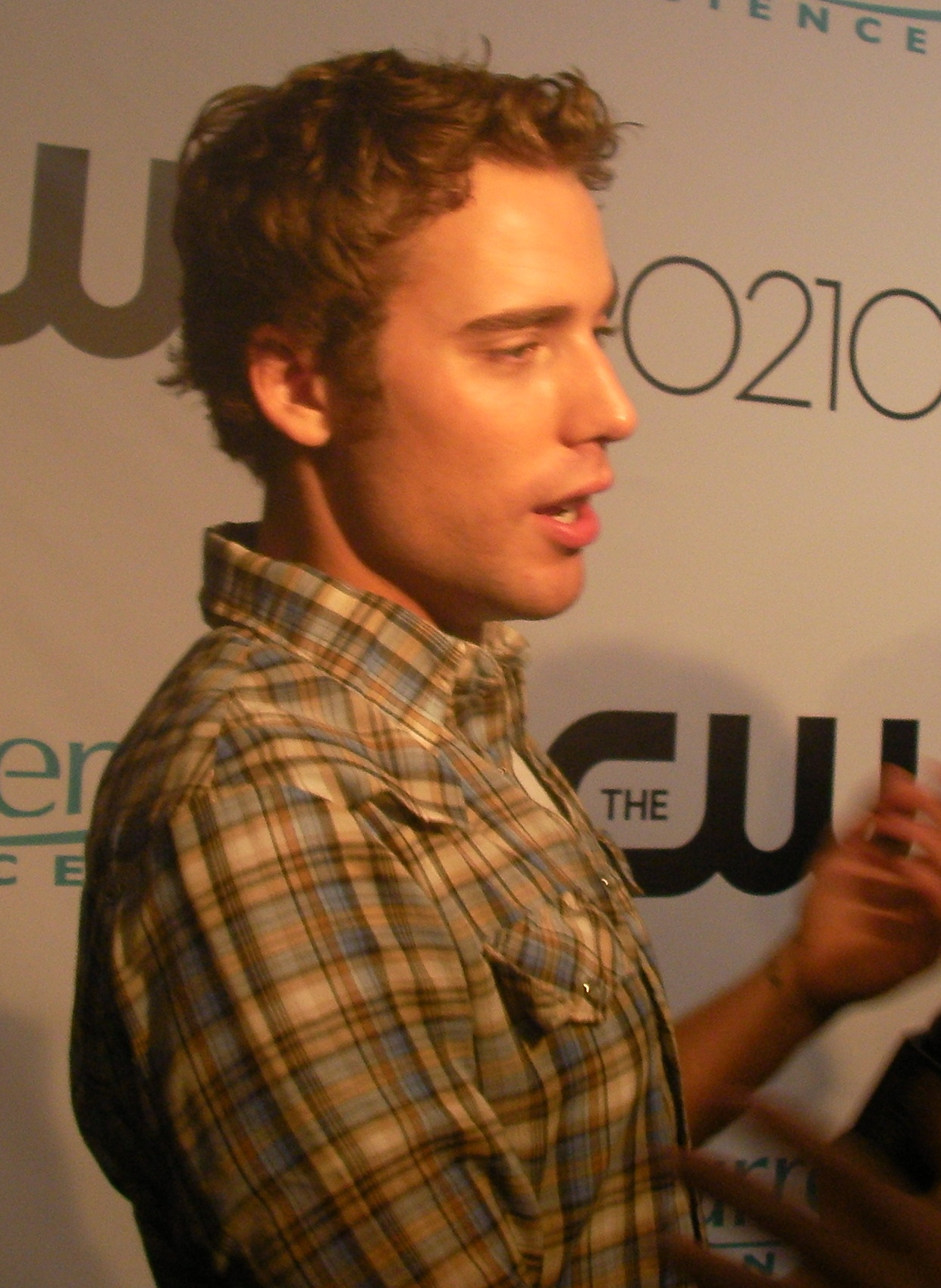
Milligan, 2008.

Dustin Wallace Milligan (Yellowknife, Territórios do Noroeste, 28 de Julho de 1985) é um ator canadense.

## Biografia

### Vida pessoal
No dia 28 de julho de 1985, Dustin nasceu, na pequena cidade de Yellowknife, Territórios do Canadá.
Crescendo no isolado mundo de gelo do Canadá, quase-ártico, Dustin foi capaz de nutrir o desejo esmagador de atenção por meio de jogos da escola e de teatros da comunidade.
Atualmente o ator reside em Vancouver.

### Carreira
Dustin Milligan começou sua carreira como ator em um papel pequeno no telefilme Perfect Romance, lançado em 2004. No mesmo ano, o ator foi escalado para o papel de Steve Colter, em dois episódios da série de televisão The Days da rede ABC.
Posteriormente, o ator faria várias participações em episódios de seriados dos mais variados gêneros, além de interpretar vários papéis em filmes conhecidos mundialmente como Final Destination 3 e The Butterfly Effect 2. Entre estes dois filmes, ele ainda estrelaria Nostalgia Boy, no papel do protagonista homônimo.
Em 2008, Milligan começou a fazer sucessivas participações especiais em seriados da rede de televisão The CW, incluindo Runaway e Supernatural, e em 31 de Março do mesmo ano, o The Hollywood Reporter anunciou que o ator havia sido escalado como Ethan Ward em 90210, um novo seriado do canal ainda em produção.
Em 2009, houve a notícia de que Dustin deixaria a série 90210, não retornando para a segunda temporada. Mesmo ano em que ele atuou como um gigolô na comédia Extract.
Desde então, o ator tem feito participações em vários filmes.
Em 2010 participou do thriller Repeaters e da comédia Gunless , filmou The Entitled e ainda Shark Night 3D, ambos estreiam em 2011. No início de 2011 foi chamado para uma comédia índie ao lado de seu ex-companheiro de quarto Cory Monteith, o filme Sisters & Brothers.
Participou do clipe "Made in the USA" da cantora Demi Lovato.
Em Maio de 2020 participou do especial televisivo RuPaul's Secret Celebrity Drag Race, foi um dos vencedores da competição em um empate triplo, sua drag é chamada Rachel McAdam's Apple, e teve como mentora a drag Nina West.￼

## Filmografia

### Televisão
- 2020 RuPaul's Secret Celebrity Drag Race como Rachel MacAdamsapple
- 2016 Dirk Gently’s Holistic Detective Agency como Hugo Friedkin

- 2013 Motive como Felix Hausman
- 2009 90210 como Ethan Ward
- 2008 Supernatural como Alan J. Corbett
- 2008 Runaway como Henry
- 2008 About a Girl como Stan
- 2006 Alice, I Think como Mark Conners
- 2006 The Dead Zone como Randy
- 2005 Da Vinci's City Hall como Chad Markowitz
- 2004 Andromeda como Lon
- 2004 Dead Like Me como Joey
- 2004 The Days como Steve Colter

### Cinema
- 2012 Love at Christmas Table como Sam Reed
- 2011 Sisters & Brothers como Rory
- 2011 Shark Night 3D como Nick LaDuca
- 2011 The Entitled como Nick Nader
- 2010 Repeaters como Kyle Halsted
- 2010 Gunless como Jonathan Kent
- 2009 Extract como Brad
- 2009 Eva como Lucien
- 2007 The Messengers como Bobby
- 2007 In the Land of Women como Eric Watts
- 2006 Butterfly on a Wheel como Matt Ryan
- 2006 The Butterfly Effect 2 como Trevor Eastman
- 2006 Nostalgia Boy como Nostalgia Boy
- 2006 Final Destination 3 como Marcus
- 2006 Eight Days To Live  como Joe Spring
- 2006 Man About Town como Dooley
- 2005 The Long Weekend como Ed